# Böttingen
Böttingen là một xã trong huyện Tuttlingen trong bang Baden-Württemberg thuộc nước Đức.
Đô thị này có diện tích 16,31 km2.